# Tutku Açık
Tutku Açık, né le 1er septembre 1980, à Silvan, dans la province de Diyarbakır, en Turquie, est un joueur puis entraîneur turc de basket-ball. Il évolue au poste de meneur.